# Conte Alexander di Tunisi
Il titolo di Conte Alexander di Tunisi è un titolo della Parìa del Regno Unito.

## Storia
Esso venne creato il 14 marzo 1952 per il comandante militare Feldmaresciallo Harold Alexander, I visconte Alexander di Tunisi. Egli era già stato creato visconte Alexander di Tunisi, di Errigal nella contea di Donegal, il 1º marzo 1946, e barone Rideau, di Ottawa e di Castle Derg nella contea di Tyrone, nello stesso anno in cui gli venne conferito il titolo di conte. Questi titoli vennero anche inseriti nella Parìa del Regno Unito. Alexander era il terzo figlio di James Alexander, IV conte di Caledon.
Gli succedette suo figlio primogenito, l'attuale detentore del titolo.

## Conte Alexander di Tunisi (1952)
- Harold Rupert Leofric George Alexander, I conte Alexander di Tunisi (1891–1969)
- Shane William Desmond Alexander, II conte Alexander di Tunisi (n. 1935)